# Зензинов, Владимир Михайлович
Влади́мир Миха́йлович Зензи́нов (29 ноября [11 декабря] 1880, Москва, Российская империя — 20 октября 1953, Нью-Йорк, США) — российский политический деятель, журналист, корреспондент, писатель, этнограф, революционер, член партии социалистов-революционеров. В Российской империи три раза ссылался в Сибирь за революционную деятельность. Во время своей эмиграции в США и в странах Европы издавал журналы русского зарубежья, а также выпускал книги.

## Биография
Владимир Михайлович Зензинов родился 11 декабря 1880 года в Москве в купеческой семье. В 1899 году окончил Третью московскую гимназию, высшее образование получил в Германии в Берлинском университете имени Гумбольдта, Брюссельском, Гейдельбергском и Галльском университетах (последний окончил в 1904 году), в которых четыре с половиной года изучал философию, экономику, историю и право. В 1900 году, находясь за границей, он познакомился с эсерами Николаем Дмитриевичем Авксентьевым и Ильёй Исидоровичем Фондаминским и под их влиянием в 1903 году вступил в партию социалистов-революционеров.
В январе 1904 года Зензинов вернулся в Российскую империю и начал работать в московском комитете партии социалистов-революционеров. 22 января 1905 года во время Кровавого воскресенья был арестован и отправлен на шесть месяцев в Таганскую тюрьму, а затем приговорён к ссылке на 5 лет в Восточную Сибирь. Однако из-за русско-японской войны место ссылки было изменено на Архангельск. В день прибытия в город Зензинов сбежал, в августе уже был в Швейцарии, а в октябре тайно вернулся в Санкт-Петербург. С этого времени Зензинов начал свою карьеру революционера: он стал членом Центрального комитета партии социалистов-революционеров и одним из руководителей Декабрьского восстания в Москве. До апреля 1906 года являлся членом боевой организации эсеров, а также работал по подготовке террористических актов в Москве и Санкт-Петербурге. Весной в качестве представителя ЦК партии он был направлен для работы с крестьянами в Киевскую и Черниговскую губернии.
После роспуска Государственной думы Российской империи I созыва 22 июля Зензинов вернулся в столицу, где 17 сентября был снова арестован и отправлен в тюрьму Кресты, а затем второй раз приговорён к ссылке в Восточную Сибирь на 5 лет и отправлен в Якутск. Летом 1907 года он прибыл в Якутск, однако под видом золотопромышленника сбежал в Охотск. Уже в Охотске на японской рыбачьей шхуне он добрался до Японии, к декабрю на пароходе через Шанхай, Гонконг, Сингапур, Коломбо, Суэцкий канал и Европу вернулся в Российскую империю.

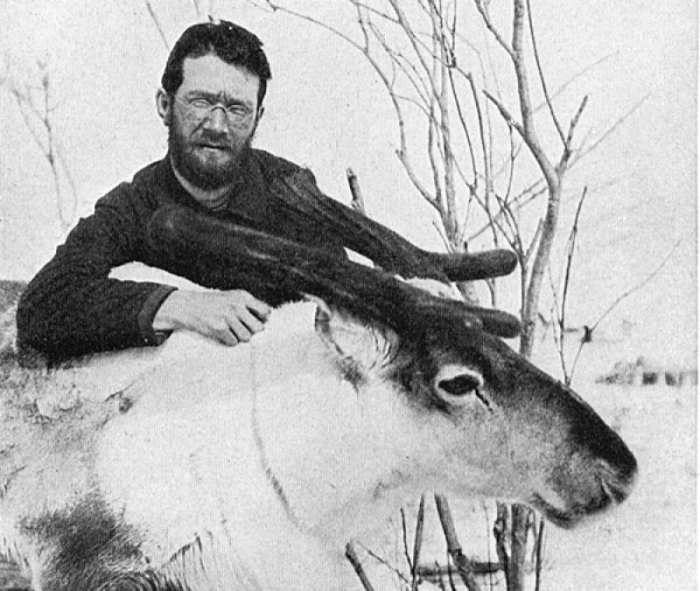
Владимир Зензинов с северным оленем.

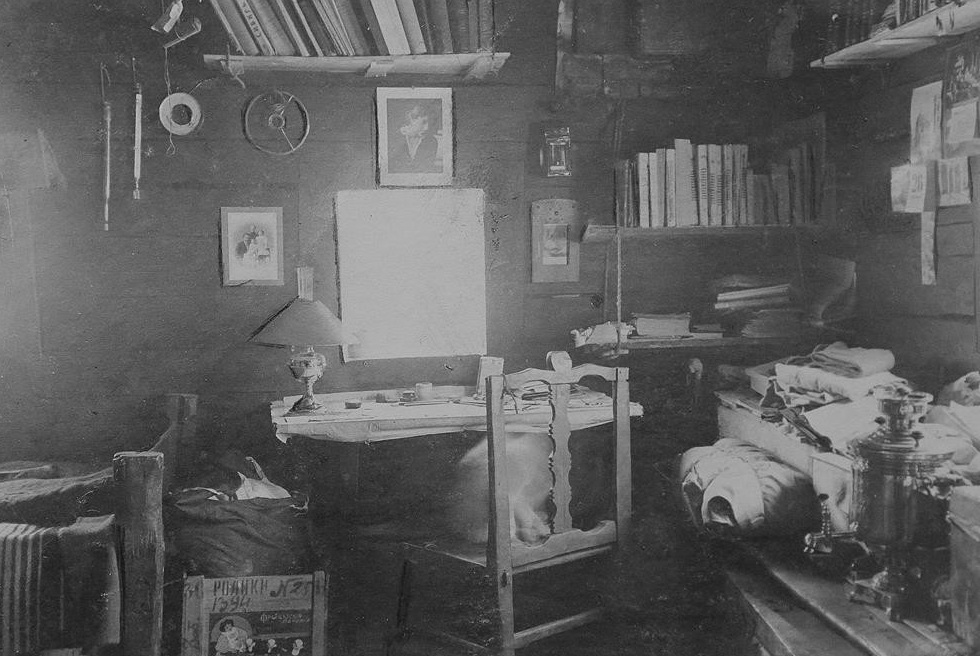
Интерьер дома Зензинова в Русском Устье, 1912 год.

С января по май 1910 года Зензинов продолжил партийную деятельность в Москве, но затем был снова арестован в Санкт-Петербурге и в третий раз сослан на 5 лет в Сибирь в посёлок Русское Устье на побережье Северного Ледовитого океана, Якутская область. Во время ссылки помимо Русского Устья он проживал в Верхоянске и Булуне, а также серьёзно увлёкся этнографией и орнитологией. Результаты своей научной деятельности в Сибири он опубликовал в ряде своих книг: «Старинные люди у холодного океана» (1914), «Очерки торговли на севере Якутской области» (1916), «Русское Устье» (1921), «The Road to Oblivion» (1931), «Chemin de l’Oubli» (1932).
В январе 1912 года Среднеколымск (район ссылки Зензинова) посетил норвежский зоолог Юхан Корен, где он сфотографировал местных жителей и русских политических ссыльных. Вероятно, одним из этих ссыльных был Зензинов. В настоящее время эта фотография хранится в библиотеке Эрнста Майра в Музее сравнительной зоологии в Гарвардском университете, США. В 1914 или 1915 году Зензинов вернулся из ссылки и стал издателем газеты «Народная газета».
В 1915 году в Москве он совместно с Борисом Михайловичем Житковым опубликовал статью «К орнитофауне Крайнего Севера Сибири» в «Дневнике Зоологического Отделения Императорского Общества Любителей Естествознания, Антропологии и Этнографии». В 1916 году Зензинов был призван на военную службу, однако через два месяца он был освобождён от неё из-за плохого зрения.

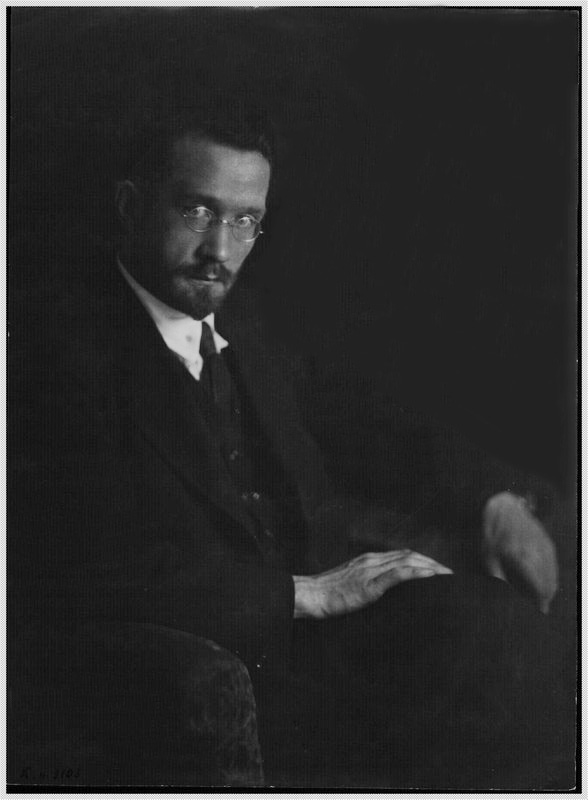

После Февральской революции 1917 года Зензинов стал членом ЦК ПСР и исполкома Петроградского совета. С января 1917 по январь 1918 года жил в Петрограде, где продолжил революционную деятельность. В июне 1917 года на I Всероссийском съезде Советов рабочих и солдатских депутатов был избран в Всероссийский центральный исполнительный комитет, в ноябре — депутатом Всероссийского учредительного собрания. По поручению ЦК ПСР переехал в Самару и стал членом Комитета членов Учредительного собрания. На Государственном совещании в Уфе был избран членом Временного правительства России.
После прихода к власти Александра Васильевича Колчака из-за несогласия с его политикой Зензинов был выслан в Китай. Арест Зензинова был осуществлён 18 ноября 1918 года группой казаков и офицеров, которую возглавили полковники Вячеслав Волков и Иван Красильников. В январе 1919 года через Японию и США он попал в Париж, где занялся литературно-журналистской и политической деятельностью. С 1919 по 1939 год жил в Париже, Праге, Берлине и снова в Париже. В этот период времени он принимал активное участие в издании ряда таких демократических и социалистических газет и журналов, как «Воля России», «Голос России», «Дни», «Новая Россия» и «Современные записки». В 1925 году в Берлине он опубликовал книгу «Нена», в 1929 году в Париже — книгу «Беспризорные». Во время советско-финляндской войны 1939—1940 годов Зензинов посетил Финляндию в качестве корреспондента. В 1940 году он переехал в Нью-Йорк, где издавал журнал «За свободу» и сотрудничал в «Новом русском слове», «Новом журнале», «Социалистическом вестнике». Был членом нью-йоркской группы эсеровского общества «Надежда» и Лиги борьбы за народную свободу, был членом фонда «Afran Foundation». В 1944 году на собственные средства опубликовал книгу «Встреча с Россией. Письма в Красную армию 1939—1940 гг.», основанную на материалах писем и разговоров с военнопленными советско-финляндской войны, собранных Зензиновым во время своего визита в Финляндию в тайне от финского командования.
Владимир Зензинов умер 20 октября 1953 года. Его тело было кремировано, урна с прахом захоронена в могиле № 34 на кладбище Вудлон, Нью-Йорк.